# Peritrechus convivus
Peritrechus convivus är en insektsart som först beskrevs av Carl Stål 1851. Enligt Catalogue of Life ingår Peritrechus convivus i släktet Peritrechus och familjen Rhyparochromidae, men enligt Dyntaxa är tillhörigheten istället släktet Peritrechus och familjen fröskinnbaggar. Arten är reproducerande i Sverige. Inga underarter finns listade i Catalogue of Life.